# No sé si es Baires o Madrid
No sé si es Baires o Madrid é o terceiro álbum ao vivo, e o décimo-nono da carreira do roqueiro argentino Fito Páez.
O álbum, lançado no dia 1 de Outubro de 2008 com o selo Sony Music, alcançou a certificação de “Disco de Ouro” e foi o Nº 1 em vendas durante 3 semanas na Argentina. Ele foi vendido em 3 formatos: "CD", "DVD" e "CD + DVD".
Ele foi vendido em 3 formatos ("CD", "DVD" e "CD + DVD") que trazem o registro do concerto realizado no dia 24 de Abril de 2008 no Palacio de los Congresos, em Madrid, Espanha.
Para este concerto, Fito contou com importantes convidados, entre eles Pablo Milanés, Pereza, Ariel Roth, Gala Evora, Marlango e Mavi Díaz. Além disso, este álbum marca também o fim da desavença de 10 anos entre os músicos Fito Páez e Joaquín Sabina, uma vez que Fito convida o Sabina para fazer um dueto na faixa "Contigo"

## Faixas

### CD
1. 11 y 6 (3:58)
2. Tumbas de la Gloria (4:44)
3. La rueda Mágica (4:17)
4. Eso Que Llevas Ahí (3:44)
5. El Amor Después del Amor (1:50)
6. Dos Días en la Vida (4:40)
7. Contigo (4:04)
8. Brillante Sobre el Mic (4:49)
9. Yo Vengo a Ofrecer Mi Corazón (4:25)
10. Giros (3:35)
11. Al lado del camino (7:12)
12. Un Vestido y Un Amor (4:39)
13. La Rumba del Piano (5:56)
14. Pétalo de Sal (2:52)
15. Dar es Dar (3:40)
16. Mariposa Tecknicolor (5:39)

### DVD
1. 11 y 6
2. Eso Que Llevas Ahí
3. Tumbas de la Gloria
4. El Amor Después del Amor
5. Dos Días en la Vida
6. La Rumba del Piano
7. El Cuarto de al Lado
8. Pétalo de Sal
9. Creo
10. Giros
11. Al lado del camino
12. La Rueda Mágica
13. Ciudad de Pobres Corazones
14. Contigo
15. Brillante Sobre el Mic
16. Un Vestido y Un Amor
17. Y Dale Alegría a Mi Corazón
18. Yo Vengo a Ofrecer Mi Corazón
19. Dar es Dar
20. Mariposa Tecknicolor

## Músicos
- Fito Páez: Piano, Guitarra Elétrica em Ciudad de pobres corazones e vocais

### Músicos Convidados
- Joaquín Sabina: voz em Contigo.
- Pablo Milanés: voz em Yo vengo a ofrecer mi corazón.
- Ariel Rot: voz e guitarra em Giros e Dar es dar.
- Gala Évora: voz em Un vestido y un amor, coros em Dar es dar.
- Marlango: vozes, piano e trompete em Pétalo de sal e Creo, coros em Dar es dar.
- Pereza (banda): vozes e guitarras em La rueda mágica, coros em Dar es dar.
- Diego del Morao: guitarra em Dos días en la vida.
- Sabú: cajón em Dos días en la vida
- Dani Noel: baixo em Dos días en la vida.
- Mavi Díaz: voz em Y dale alegría a mi corazón, coros em Dar es dar.
- Coki Debernardi: coros em Dar es dar.
- Adrián Luna: claves em "Dar es dar".

## Prêmios e Indicações

### Grammy Latino
| Ano  | Álbum                       | Indicação                 | Resultado | Ref.  |
| ---- | --------------------------- | ------------------------- | --------- | ----- |
| 2009 | No sé si es Baires o Madrid | Best Male Pop Vocal Álbum | Venceu    | [ 5 ] |

## Curiosidades
- o "Baires" do título do Cd refere-se a cidade de Buenos Aires.